# 49e cérémonie des Grammy Awards
 (avril 2025).
La 49e cérémonie des Grammy Awards a eu lieu le 11 février 2007 au Staples Center à Los Angeles (Californie).

## Chansons
Les chansons chantées pendant la cérémonie sont :
| Artiste                                   | Chanson                                    |
| ----------------------------------------- | ------------------------------------------ |
| The Police                                | Roxanne                                    |
| Mary J. Blige                             | Be Without You Stay With Me                |
| Christina Aguilera                        | It's a Man's Man's Man's World             |
| Beyoncé                                   | Listen                                     |
| Smokey Robinson Chris Brown Lionel Richie | Hommage fait aux artistes R'n'B            |
| Dixie Chicks                              | Not Ready to Make Nice                     |
| Justin Timberlake                         | What Goes Around…/… Comes Around Interlude |
| Ludacris Mary J. Blige Earth, Wind & Fire | Runaway Love                               |
| James Blunt                               | You're Beautiful                           |
| Gnarls Barkley                            | Crazy                                      |
| John Legend John Mayer Corinne Bailey Rae | Like a Star Coming Home Gravity            |
| Red Hot Chili Peppers                     | Snow (Hey Oh)                              |
| Shakira Wyclef Jean                       | Hips Don't Lie                             |
| Justin Timberlake Robyn Troup T.I.        | Ain't No Sunshine My Love                  |
| Carrie Underwood Rascal Flatts            | Hommage à Bob Wills et Don Henley          |
| Carrie Underwood                          | Desperado                                  |
| Mika                                      | Love Today                                 |

La chanson Roxanne de The Police qui ouvre la cérémonie permet de promouvoir la tournée du groupe.

## Palmarès

### Album de l'année
- Taking the Long Way – Dixie Chicks

### Enregistrement de l'année
- Not Ready to Make Nice – Dixie Chicks

### Chanson de l'année
- Not Ready to Make Nice – Dixie Chicks

### Meilleur nouvel artiste
- Carrie Underwood

### Meilleur album de bande-son pour le cinéma, la télévision ou d'autres médias visuels
- Le Monde de Narnia : Le Lion, la Sorcière blanche et l'Armoire magique (The Chronicles of Narnia: The Lion, the Witch and the Wardrobe) – Harry Gregson-Williams
- Pirates des Caraïbes : Le Secret du coffre maudit (Pirates of the Caribbean : Dead Man's Chest) – Hans Zimmer

### Meilleure chanson écrite pour un film, une télévision ou un autre média visuel
- Le Monde de Narnia : Le Lion, la Sorcière blanche et l'Armoire magique (The Chronicles of Narnia: The Lion, the Witch and the Wardrobe) – Imogen Heap pour la chanson Can't Take It In

## Présentateurs
- Burt Bacharach
- Joan Baez
- Natasha Bedingfield
- Tony Bennett
- Black Eyed Peas
- Lewis Black
- Natalie Cole
- Ornette Coleman
- Common
- Nelly Furtado
- Al Gore
- Alyson Hannigan
- Don Henley
- Terrence Howard
- Jennifer Hudson
- Samuel L. Jackson
- Scarlett Johansson
- Reba McEntire
- Mandy Moore
- Pink
- Queen Latifah
- Rihanna
- LeAnn Rimes
- Chris Rock
- Nicole Scherzinger
- Seal
- Cobie Smulders
- David Spade
- Quentin Tarantino
- Kanye West
- Luke Wilson
- Stevie Wonder